# Ergotamin
Ergotamin är den mest kända av en serie alkaloider som utvinns ur mjöldryga. Medicinskt används drogen dels vid behandling av migrän, dels inom förlossningsvården och då för att livmodern snabbt ska dra sig samman efter barnets födelse. Ergotamin är en prekursor till LSD.
Ergotamin gör att blodkärlen drar ihop sig.
Det marknadsfördes första gången år 1921 under namnet Gynergen. Idag heter det Ergomar på marknaden. 

## Verkningssätt
Ergotamin har en farmakologisk profil som liknar Ziprasidons, vilket kan förklara varför Ziprasidon kunde behandla migrän också.
Ergotamin blockerar 5-HT7-receptorn med Pki värde 7.7. 

Det blockerar alpha1A-receptorn och vag affinitet till dopamin D2. Det aktiverar 5-HT2C-receptorn. Det aktiverar alpha2-receptorer samt aktiverar 5-HT1A/B/D-receptorerna. Hämmar noradrenalin.